# Xã Noble, Quận Defiance, Ohio
Xã Noble (tiếng Anh: Noble Township) là một xã thuộc quận Defiance, tiểu bang Ohio, Hoa Kỳ. Năm 2010, dân số của xã này là 6.326 người.